# Гридчин, Анатолий Митрофанович
Анатолий Митрофанович Гридчин (21 июня 1940, село Золотухино, Золотухинский район, Курская область — 10 апреля 2023) — доктор технических наук, профессор, президент БГТУ им. В. Г. Шухова, председатель Совета ректоров вузов Белгородской области, член президиума Российского Союза ректоров, Почётный член Российской академии архитектуры и строительных наук, вице-президент Межрегиональной общественной организации «Ассоциация ученых и специалистов в области строительного материаловедения».

## Биография
Родился 21 июня 1940 года в селе Золотухино Золотухинского района Курской области в семье служащего.
В 1957 году окончил Корочанскую среднюю школу, в 1964 году — дорожно-строительный факультет Харьковского автодорожного института.
После учёбы в институте служил в рядах Советской Армии.
С 1965 по 1974 годах работал главным инженером дорожного участка, прорабом, главным инженером и начальником Алексеевского дорожно-строительного управления.
В 1974—1990 годах А. М. Гридчин — на советской и партийной работе: председатель исполкома городского Совета депутатов трудящихся в г. Алексеевка, первый секретарь Шебекинского горкома КПСС, первый секретарь Белгородского горкома КПСС.
В 1990 году был избран председателем Белгородского городского Совета народных депутатов. В 1993—2000 годах работал в должности заместителя главы администрации Белгородской области.
С 1992 года Анатолий Митрофанович совмещает административно-управленческую работу с преподавательской и научной деятельностью в Белгородском государственном технологическом институте строительных материалов (сегодня — БГТУ им. В. Г. Шухова). Результаты его научных исследований послужили основой для создания кафедры автомобильных дорог и аэродромов, которую А. М. Гридчин возглавил в 1997 году.
Реализация научно-исследовательских работ, выполненных под руководством А. М. Гридчина, позволила приступить к широкомасштабному строительству автомобильных дорог в Белгородской области с использованием попутно добываемых пород и отходов обогащения железистых кварцитов КМА.
В 2000 году А. М. Гридчин был избран на должность ректора Белгородского государственного технологического университета им. В. Г. Шухова. С 2010 года являлся президентом БГТУ им. В. Г. Шухова.
Умер 10 апреля 2023 года.

## Награды, премии и звания

#### Государственные награды
- юбилейная медаль "Двадцать лет победы в Великой Отечественной войне 1941—1945 гг. (1965)
- юбилейная медаль «За доблестный труд. В ознаменование 100-летия со дня рождения В. И. Ленина» (1970)
- орден «Трудового Красного Знамени» (1974)
- медаль «Ветеран труда» (1985)
- орден «Дружбы народов» (1990)
- медаль ордена «За заслуги перед Отечеством» 2 степени (2000)
- медаль ордена «За заслуги перед Отечеством» 1 степени (2008)
- орден Почета (28.07.2016)

#### Ведомственные награды
- почетное звание «Почетный работник высшего профессионального образования Российской Федерации» (2005)
- нагрудный знак «Почетный работник науки и техники РФ» (2010)

#### Областные и городские награды
- благодарность администрации города за поддержку талантливой молодежи и активное участие в организации городского фестиваля «Студенческая весна — 2003» (2003)
- занесен на областную Доску Почета победителей соревнования (2004)
- медаль «За заслуги перед Землёй Белгородской» I степени (2004)
- почетная грамота губернатора Белгородской области (2005)
- благодарность управления образования и науки Белгородской области (2007)
- благодарственное письмо администрации г. Белгорода (2008)
- благодарственное письмо департамента образования, культуры и молодёжной политики Белгородской области (2010)
- почетная грамота департамента образования, культуры и молодёжной политики Белгородской области (13.05.2010)
- почетная грамота и диплом Белгородской областной Думы (17.06.2010)
- высший знак отличия Белгородской области «Коллекция памятных медалей: „Прохоровское поле — Третье Ратное поле России“» III и II степени (2010, 2018)
- почетная грамота губернатора Белгородской области от 25.07.2011 за высокие трудовые достижения и в связи с 15-летием формирования органов местного самоуправления Белгородской области
- юбилейный нагрудный знак «60 лет Белгородской области» (2014)
- почетная грамота Губернатора Белгородской области (18.06.2015)

#### Присвоены звания
- Почетный гражданин города Луисвилль (Кентукки, США, 1991)
- Почетный гражданин Корочанского района и города Короча
- Почетный гражданин Шебекинского района и города Шебекино (2000)
- Почетный гражданин города Белгорода (2001)
- Лауреат Всероссийского конкурса «Инженер года» (2002)
- Высшая степень «Fellow ICE» института гражданских инженеров Великобритании (2002)
- Лауреат премии имени А. Н. Косыгина Российского союза товаропроизводителей (2004)[6]

## Профессиональная и научная деятельность
В 1978 году А. М. Гридчин защитил диссертацию на соискание учёной степени кандидата технических наук по теме: «Исследование вскрышных пород Курской магнитной аномалии для дорожного строительства».
В 1993 году ему присвоено учёное звание доцента, в 1998 году — профессора.
Докторская диссертация по теме: «Повышение эффективности дорожных бетонов путем использования заполнителя из анизотропного сырья» была защищена в 2003 году.
Направление научной деятельности: разработка теоретических основ использования пород анизотропной структуры и технологии их дробления при производстве дорожно-строительных материалов.
Под руководством А. М. Гридчина защищены 2 докторских и 7 кандидатских диссертаций.
Направление научно-методической деятельности: создание междисциплинарных комплексов и профессионализация фундаментальных дисциплин для интенсификации учебного процесса в высшей школе.
Опубликовано более 250 научных и научно-методических работ, в том числе 13 публикаций в центральных российских рецензируемых изданиях и за рубежом, более 20 монографий и учебных пособий.

#### Основные научные и учебные издания последних лет
- Гридчин, А. М. Производство и применение щебня из анизотропного сырья в дорожном строительстве : монография / А. М. Гридчин. — Белгород : Изд-во БелГТАСМ, 2001. — 149 с.
- Гридчин, А. М. Свойства мелкозернистых бетонов с использованием техногенных пород КМА : монография / А. М. Гридчин, Р. В. Лесовик, Н. В. Ряпухин. — Белгород : Изд-во БГТУ им. В. Г. Шухова, 2003. — 62 с.
- Гридчин, А. М. Строительные материалы и изделия : учеб. пособие / А. М. Гридчин, В. С. Лесовик, С. А. Погорелов. — 3-е изд., стер. — Белгород : Изд-во БГТУ им. В. Г. Шухова, 2005. — 154 с.
- Мелкозернистые дорожные бетоны с наполнителями из техногенного сырья КМА : монография / А. М. Гридчин, В. В. Ядыкина, Р. В. Лесовик, В. А. Гричанников. — Белгород : Изд-во БГТУ им. В. Г. Шухова, 2006. — 122 с.
- Гридчин, А. М. Повышение эффективности дорожного строительства путем использования анизотропного сырья : монография / А. М. Гридчин. — Москва : Изд-во Ассоциации строительных вузов, 2006. — 484 с.
- Гридчин, А. М. Основы проектирования автомобильных дорог: учеб. пособие / А. М. Гридчин, Н. Г. Горшкова. — Белгород: Изд-во БГТУ им. В. Г. Шухова. — Ч. 2 — 2006. — 197 с.
- Гридчин, А. М. Дорога длиною в 10 лет / А. М. Гридчин, В. В. Ядыкина. — Белгород : Изд-во БГТУ им. В. Г. Шухова, 2007. — 54 с.
- Метрология, стандартизация и сертификация : учеб. пособие А. М. Степанов [и др.]; под ред. А. М. Гридчина. — 2-е изд., стер. — Белгород : Изд-во БГТУ им. В. Г. Шухова, 2007. — 299 с.
- Асфальтобетон с использованием гидравлически активных минеральных порошков : учеб. пособие / А. М. Гридчин, В. В. Ядыкина, М. А. Высоцкая, Д. А. Кузнецов. — Белгород : Изд-во БГТУ им. В. Г. Шухова, 2007. — 163 с.
- Строительные материалы для эксплуатации в экстремальных условиях : учеб. пособие / А. М. Гридчин, Ю. М. Баженов, В. С. Лесовик, Л. Х. Загороднюк, А. С. Пушкаренко, А. В. Васильченко. — Москва : Изд-во Ассоциации строительных вузов ; Белгород : Изд-во БГТУ им. В. Г. Шухова, 2008. — 594 с.
- Гридчин, А. М. Мелкозернистые бетоны для дорожного строительства на основе техногенного сырья : монография / А. М. Гридчин, Р. В. Лесовик, М. С. Агеева. — Белгород : Изд-во БГТУ им. В. Г. Шухова, 2009. — 104 с.
- Гридчин, А. М. Основы физико-химической механики строительных композитов : учеб. пособие / А. М. Гридчин, М. М. Косухин, В. В. Ядыкина . — Белгород : Изд-во БГТУ им. В. Г. Шухова, 2010. — 288 с.
- Гридчин, А. М. Факторы, способствующие разрушению структуры асфальтобетона в процессе эксплуатации дорожных асфальтобетонных покрытий: монография / А. М. Гридчин, Р. В. Лесовик. — Белгород, 2012. — 186 с.
- Быстротвердеющие асфальтобетонные смеси в технологии ресайклинга : монография / А. М. Гридчин [и др.]. — Белгород : Издательство БГТУ им. В. Г. Шухова, 2016. — 95 с.
- Физико-химическая механика дорожно-строительных материалов: в 2 ч. Ч. 1. Теоретические аспекты физико-химической механики: учебник / А. М. Гридчин, В. И. Братчун, В. А. Золотарев и др.; под ред. д-ра техн. наук, проф. А. М. Гридчина, д-ра техн. наук, проф. В. И. Братчуна. — Макеевка, Харьков, Белгород: Издательство БГТУ им. В. Г. Шухова, 2017. — 176 с.[8]

Анатолию Митрофановичу Гридчину принадлежит более двадцати авторских свидетельств и патентов РФ на изобретения.

#### Членство в академиях
- Академик Российской академии социальных наук (2001)
- Академический советник Российской инженерной академии
- Почетный академик Российской академии архитектуры и строительных наук (2008)
- Почетный профессор Ассоциации строительных высших учебных заведений (2007)
- Почетный доктор Московского автомобильно-дорожного института (государственный технический университет) (2007)
- Почетный член Российской академии архитектуры и строительных наук
- Действительный член Академии строительства Украины
- Академик Международной академии минеральных ресурсов
- Академик Международной академии наук экологии и безопасности жизнедеятельности[6]